# دژ فرزین
دژ فرزین یا قلعه فرزین نام یکی از قلعه‌های تاریخی در ایران است که در جلو دربند کرج بین همدان و اصفهان قرار داشته‌است. به سبب موقعیت خوبی که این قلعه داشته‌است، پناهگاه محکمی برای مخالفین دولت‌ها بوده‌است. اکنون خرابه‌های آن حصن حصین در چند کیلومتری قریه فرزیان از دهستان جاپلق بخش الیگودرز واقع است. خود ده فرزیان در ۲۸ کیلومتری الیگودرز و ۴ کیلومتری راه شاهزنه‌بازه قرار گرفته‌است. نام این قلعه در قسمت دوم کتاب تاریخ جهانگشای نوشتهٔ عطاملک جوینی آمده‌است.
از کسانی که در این قلعه پناه گرفتند، سلطان محمد خوارزمشاه بود. او در هنگام حمله مغول پس از شنیدن خبر گشودن بخارا و سمرقند نخست از بلخ بیرون آمد و سپس به ترمذ و نیشابور و بسطام و از آن‌جا به «دژ فرزین» واقع در سی فرسنگی همدان رفت و در این دژ پناه گرفت.